# Зарізь (присілок)
Зарі́зь (рос. Заризь) — присілок в Глазовському районі Удмуртії, Росія.

## Населення
Населення — 17 осіб (2010; 11 в 2002).
Національний склад станом на 2002 рік:
- удмурти — 100 %

## Урбаноніми[3]
- вулиці — Берегова